# Niemand zo trots als wij
Niemand zo trots als wij is een nummer van Jan Smit. Het gaat over zijn dochter Emma.
Het kwam als nummer één binnen in de Nederlandse Single Top 100.

## Hitnoteringen

### Nederlandse Top 40
| Hitnotering: 22-01-2011 t/m 19-02-2011 | Hitnotering: 22-01-2011 t/m 19-02-2011 | Hitnotering: 22-01-2011 t/m 19-02-2011 | Hitnotering: 22-01-2011 t/m 19-02-2011 | Hitnotering: 22-01-2011 t/m 19-02-2011 | Hitnotering: 22-01-2011 t/m 19-02-2011 | Hitnotering: 22-01-2011 t/m 19-02-2011 |
| Week:                                  | 1                                      | 2                                      | 3                                      | 4                                      | 5                                      |                                        |
| -------------------------------------- | -------------------------------------- | -------------------------------------- | -------------------------------------- | -------------------------------------- | -------------------------------------- | -------------------------------------- |
| Positie:                               | 26                                     | 19                                     | 24                                     | 34                                     | 38                                     | uit                                    |

### NederlandseSingle Top 100
| Hitnotering: 15-01-2011 t/m 19-03-2011 | Hitnotering: 15-01-2011 t/m 19-03-2011 | Hitnotering: 15-01-2011 t/m 19-03-2011 | Hitnotering: 15-01-2011 t/m 19-03-2011 | Hitnotering: 15-01-2011 t/m 19-03-2011 | Hitnotering: 15-01-2011 t/m 19-03-2011 | Hitnotering: 15-01-2011 t/m 19-03-2011 | Hitnotering: 15-01-2011 t/m 19-03-2011 | Hitnotering: 15-01-2011 t/m 19-03-2011 | Hitnotering: 15-01-2011 t/m 19-03-2011 | Hitnotering: 15-01-2011 t/m 19-03-2011 | Hitnotering: 15-01-2011 t/m 19-03-2011 |
| Week:                                  | 1                                      | 2                                      | 3                                      | 4                                      | 5                                      | 6                                      | 7                                      | 8                                      | 9                                      | 10                                     |                                        |
| -------------------------------------- | -------------------------------------- | -------------------------------------- | -------------------------------------- | -------------------------------------- | -------------------------------------- | -------------------------------------- | -------------------------------------- | -------------------------------------- | -------------------------------------- | -------------------------------------- | -------------------------------------- |
| Positie:                               | 1                                      | 2                                      | 9                                      | 9                                      | 18                                     | 34                                     | 51                                     | 78                                     | 85                                     | 90                                     | uit                                    |

### VlaamseUltratop 50
| Hitnotering: 29-01-2011 t/m 05-02-2011 | Hitnotering: 29-01-2011 t/m 05-02-2011 | Hitnotering: 29-01-2011 t/m 05-02-2011 | Hitnotering: 29-01-2011 t/m 05-02-2011 |
| Week:                                  | 1                                      | 2                                      |                                        |
| -------------------------------------- | -------------------------------------- | -------------------------------------- | -------------------------------------- |
| Positie:                               | 31                                     | 28                                     | uit                                    |